# Villadia
A Villadia a kőtörőfű-virágúak (Saxifragales) rendjébe, ezen belül a varjúhájfélék (Crassulaceae) családjába és a fáskövirózsa-formák (Sempervivoideae) alcsaládjába tartozó nemzetség.

## Előfordulásuk
A Villadia nevű növénynemzetség előfordulási területe két részre oszlik; az egyik az Amerikai Egyesült Államokbeli Texastól, Mexikón keresztül, egészen Guatemaláig tart, míg a másik csak Peru területén található meg.

## Rendszerezés
A nemzetségbe az alábbi 29 faj tartozik:
- Villadia acuta Moran & C.H.Uhl
- Villadia albiflora (Hemsl.) Rose
- Villadia aperta Moran & C.H.Uhl
- Villadia aristata Moran
- Villadia aureistella Pino & Cieza
- Villadia cucullata Rose
- Villadia diffusa Rose
- Villadia dyvrandae (Raym.-Hamet) Baehni & J.F.Macbr.
- Villadia grandisepala (R.T.Clausen) R.T.Clausen
- Villadia guatemalensis Rose
- Villadia imbricata Rose
- Villadia kimnachii Pino & Cieza
- Villadia klopfensteinii Pino & Cieza
- Villadia laxa Moran & C.H.Uhl
- Villadia minutiflora Rose
- Villadia misera (Lindl.) R.T.Clausen - típusfaj
- Villadia nelsonii Rose
- Villadia painteri Rose
- Villadia paniculata Pino & Cieza
- Villadia patula Moran & C.H.Uhl
- Villadia platystyla (Fröd.) R.T.Clausen
- Villadia pringlei Rose
- Villadia ramirezii P.Carrillo
- Villadia ramosissima Rose
- Villadia recurva Moran, Kimnach & C.H.Uhl
- Villadia squamulosa (S.Watson) Rose
- Villadia stricta Rose
- Villadia thiedei Pino & Cieza
- Villadia virgata (Diels) Baehni & J.F.Macbr.